# Kreis Kehdingen
| Basisdaten                                         | Basisdaten          |
| -------------------------------------------------- | ------------------- |
| Preußische Provinz                                 | Hannover            |
| Regierungsbezirk                                   | Stade               |
| Verwaltungssitz                                    | Freiburg/Elbe       |
| Bestandszeitraum                                   | 1885–1932           |
| Fläche                                             | 381 km²             |
| Einwohner                                          | 19.146 (1925)       |
| Bevölkerungsdichte                                 | 52 Einw./km² (1925) |
| Gemeinden                                          | 10 (1910)           |
| Kfz-Kennzeichen:                                   | I S                 |
| Lage des Kreises Kehdingen in der Provinz Hannover |                     |
|                                                    |                     |

Der Kreis Kehdingen war ein Landkreis in der preußischen Provinz Hannover. Kreissitz war der Flecken Freiburg/Elbe.

## Geschichte
Nach der Annexion des Königreichs Hannover durch Preußen wurde am 1. April 1885 im Rahmen der Bildung von Kreisen in der Provinz Hannover aus dem alten hannoverschen Amt Freiburg/Elbe in Kehdingen der Kreis Kehdingen gebildet. 1932 wurde durch eine Verordnung des preußischen Staatsministeriums der Kreis Kehdingen aufgelöst und in den Landkreis Stade eingegliedert.

### Landräte

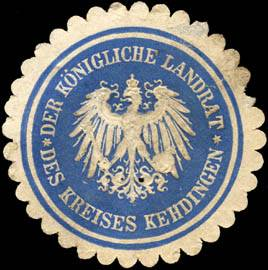
Siegelmarke des Landrats von Kehdingen

- 1885–1889  Bodo Voigts
- 1885–1892  Alexander Rahm
- 1885–1901  Georg Lindig
- 1901–1904  Adolf Schmidt-Scharff
- 1904–1918  Ernst Wegner
- 1918–1920  Viktor Stegemann
- 1920–1921  Kirstein
- 1921–1932 Karl von Buchka (DVP)

## Einwohnerentwicklung
| Jahr      | 1890   | 1900   | 1910   | 1925   |
| --------- | ------ | ------ | ------ | ------ |
| Einwohner | 21.014 | 19.993 | 19.741 | 19.146 |

## Gemeinden
Gemeinden des Kreises Kehdingen (Stand 1. Dezember 1910):
| Gemeinde             | Einwohner |
| -------------------- | --------- |
| Assel                | 2952      |
| Balje                | 1835      |
| Bützfleth            | 2355      |
| Drochtersen          | 3680      |
| Freiburg an der Elbe | 2325      |
| Hamelwörden          | 1483      |
| Krautsand            | 911       |
| Krummendeich         | 1041      |
| Neuland              | 1339      |
| Oederquart           | 1820      |